# Amager Badminton Club
Der Amager Badminton Club, auch bekannt als Amager BC oder ABC, ist ein Badmintonverein aus Amager in Dänemark. Er ist einer der traditionsreichsten und erfolgreichsten Vereine in dieser Sportart in Dänemark.

## Geschichte
Der Verein wurde am 15. März 1935 gegründet. Der Verein hat mit Spielern wie Kirsten Thorndahl, Tage Madsen, Svend Pri oder Henning Borch Badmintonspieler in seinen Reihen, die europa- und weltweit Erfolge für den Verein erkämpften.

## Erfolge
| Saison    | Veranstaltung                                    | Disziplin    | Platz | Name                                                                  |
| --------- | ------------------------------------------------ | ------------ | ----- | --------------------------------------------------------------------- |
| 1940/1941 | Dänemark: Einzelmeisterschaften der Junioren U19 | Herreneinzel | 1     | Arent Petersen, Amager                                                |
| 1942/1943 | Dänemark: Einzelmeisterschaften der Junioren U17 | Herreneinzel | 1     | Uffe Håkonsson, Amager                                                |
| 1942/1943 | Dänemark: Einzelmeisterschaften der Junioren U17 | Dameneinzel  | 1     | Kirsten Thorndahl, Amager                                             |
| 1942/1943 | Dänemark: Einzelmeisterschaften der Junioren U19 | Herreneinzel | 1     | Werner Nielsen, Amager                                                |
| 1943/1944 | Dänemark: Einzelmeisterschaften                  | Dameneinzel  | 1     | Agnete Friis, Amager BC                                               |
| 1943/1944 | Dänemark: Einzelmeisterschaften der Junioren U17 | Dameneinzel  | 1     | Kirsten Thorndahl, Amager                                             |
| 1943/1944 | Dänemark: Einzelmeisterschaften der Junioren U19 | Herreneinzel | 1     | Werner Nielsen, Amager                                                |
| 1944/1945 | Dänemark: Einzelmeisterschaften der Junioren U19 | Dameneinzel  | 1     | Kirsten Thorndahl, Amager                                             |
| 1945/1946 | Dänemark: Einzelmeisterschaften                  | Mixed        | 1     | Tage Madsen, Skovshoved IF / Kirsten Thorndahl, Amager BC             |
| 1945/1946 | Dänemark: Einzelmeisterschaften der Junioren U19 | Dameneinzel  | 1     | Kirsten Thorndahl, Amager                                             |
| 1946/1947 | Dänemark: Einzelmeisterschaften                  | Dameneinzel  | 1     | Kirsten Thorndahl, Amager BC                                          |
| 1948/1949 | Dänemark: Einzelmeisterschaften                  | Mixed        | 1     | Tage Madsen, Skovshoved IF / Kirsten Thorndahl, Amager BC             |
| 1948/1949 | Dänemark: Einzelmeisterschaften                  | Damendoppel  | 1     | Kirsten Thorndahl, Amager BC / Aase Svendsen, Københavns BK           |
| 1949/1950 | Dänemark: Einzelmeisterschaften                  | Herrendoppel | 1     | Ib Olesen, Københavns BK / John Nygaard, Amager BC                    |
| 1950/1951 | Dänemark: Einzelmeisterschaften                  | Mixed        | 1     | Arve Lossmann / Kirsten Thorndahl, Amager BC                          |
| 1950/1951 | Dänemark: Einzelmeisterschaften                  | Dameneinzel  | 1     | Kirsten Thorndahl, Amager BC                                          |
| 1954/1955 | Dänemark: Einzelmeisterschaften                  | Mixed        | 1     | Poul-Erik Nielsen, Skovshoved IF / Kirsten Thorndahl, Amager BC       |
| 1955/1956 | Dänemark: Einzelmeisterschaften                  | Herreneinzel | 1     | Palle Granlund, Amager BC                                             |
| 1955/1956 | Dänemark: Einzelmeisterschaften                  | Dameneinzel  | 1     | Tonny Petersen, Amager BC                                             |
| 1955/1956 | Dänemark: Einzelmeisterschaften der Junioren U19 | Dameneinzel  | 1     | Annette Schmidt, Amager                                               |
| 1955/1956 | Dänemark: Einzelmeisterschaften der Junioren U19 | Herreneinzel | 1     | Henning Borch, Amager                                                 |
| 1956/1957 | Dänemark: Mannschaftsmeisterschaft               | Mannschaft   | 1     | Amager Badminton Klub                                                 |
| 1956/1957 | Dänemark: Einzelmeisterschaften                  | Damendoppel  | 1     | Kirsten Thorndahl, Amager BC / Anni Hammergaard Hansen, Københavns BK |
| 1958/1959 | Dänemark: Einzelmeisterschaften                  | Damendoppel  | 1     | Kirsten Thorndahl, Amager BC / Hanne Jensen, Københavns BK            |
| 1959/1960 | Dänemark: Einzelmeisterschaften                  | Dameneinzel  | 1     | Tonny Holst-Christensen, Amager BC                                    |
| 1959/1960 | Dänemark: Einzelmeisterschaften der Junioren U17 | Herreneinzel | 1     | Jørgen Mortensen, Amager                                              |
| 1959/1960 | Dänemark: Einzelmeisterschaften                  | Mixed        | 1     | Finn Kobberø, Københavns BK / Kirsten Thorndahl, Amager BC            |
| 1960/1961 | Dänemark: Einzelmeisterschaften                  | Damendoppel  | 1     | Kirsten Thorndahl, Amager BC / Hanne Jensen, Københavns BK            |
| 1960/1961 | Dänemark: Einzelmeisterschaften der Junioren U17 | Herreneinzel | 1     | Svend Pri, Amager                                                     |
| 1961/1962 | Dänemark: Einzelmeisterschaften der Junioren U19 | Herreneinzel | 1     | Jørgen Mortensen, Amager BC                                           |
| 1961/1962 | Dänemark: Einzelmeisterschaften der Junioren U17 | Herreneinzel | 1     | Svend Pri, Amager                                                     |
| 1962/1963 | Dänemark: Einzelmeisterschaften der Junioren U19 | Herreneinzel | 1     | Svend Andersen, Amager BC                                             |
| 1962/1963 | Dänemark: Einzelmeisterschaften                  | Herreneinzel | 1     | Henning Borch, Amager BC                                              |
| 1963/1964 | Dänemark: Einzelmeisterschaften der Junioren U19 | Herreneinzel | 1     | Svend Andersen, Amager BC                                             |
| 1965/1966 | Dänemark: Einzelmeisterschaften                  | Herreneinzel | 1     | Svend Pri, Amager BC                                                  |
| 1966/1967 | Dänemark: Einzelmeisterschaften                  | Herrendoppel | 1     | Henning Borch / Jørgen Mortensen, Amager BC                           |
| 1967/1968 | Dänemark: Einzelmeisterschaften                  | Herrendoppel | 1     | Erland Kops, København BK / Henning Borch, Amager BC                  |
| 1967/1968 | Dänemark: Einzelmeisterschaften                  | Mixed        | 1     | Svend Pri, Amager BC / Ulla Strand, Københavns BK                     |
| 1967/1968 | Dänemark: Einzelmeisterschaften                  | Herreneinzel | 1     | Svend Pri, Amager BC                                                  |
| 1968/1969 | Dänemark: Einzelmeisterschaften                  | Herreneinzel | 1     | Svend Pri, Amager BC                                                  |
| 1968/1969 | Dänemark: Einzelmeisterschaften                  | Herrendoppel | 1     | Erland Kops, København BK / Henning Borch, Amager BC                  |
| 1969/1970 | Dänemark: Einzelmeisterschaften                  | Herreneinzel | 1     | Svend Pri, Amager BC                                                  |
| 1969/1970 | Dänemark: Einzelmeisterschaften der Junioren U19 | Herrendoppel | 1     | Flemming Delfs, København / Gert Hansen, Amager                       |
| 1969/1970 | Dänemark: Einzelmeisterschaften                  | Herrendoppel | 1     | Svend Pri, Amager BC / Per Walsøe, Gentofte BK                        |
| 1970/1971 | Dänemark: Einzelmeisterschaften                  | Mixed        | 1     | Svend Pri, Amager BC / Ulla Strand, Københavns BK                     |
| 1970/1971 | Dänemark: Einzelmeisterschaften                  | Herreneinzel | 1     | Jørgen Mortensen, Amager BC                                           |
| 1970/1971 | Dänemark: Einzelmeisterschaften                  | Herrendoppel | 1     | Svend Pri, Amager BC / Per Walsøe, Gentofte BK                        |
| 1971/1972 | Dänemark: Einzelmeisterschaften                  | Mixed        | 1     | Svend Pri, Amager BC / Ulla Strand, Københavns BK                     |
| 1971/1972 | Dänemark: Einzelmeisterschaften                  | Herreneinzel | 1     | Svend Pri, Amager BC                                                  |
| 1972/1973 | Dänemark: Einzelmeisterschaften                  | Herreneinzel | 1     | Svend Pri, Amager BC                                                  |
| 1972/1973 | Dänemark: Einzelmeisterschaften                  | Mixed        | 1     | Svend Pri, Amager BC / Ulla Strand, Københavns BK                     |
| 1972/1973 | Dänemark: Einzelmeisterschaften der Junioren U17 | Herrendoppel | 1     | Robert Lund, Søllerød-Nærum / Per Kjeldsen, Amager                    |
| 1972/1973 | Dänemark: Einzelmeisterschaften                  | Herrendoppel | 1     | Svend Pri, Amager BC / Poul Petersen, Østerbro BK                     |
| 1983/1984 | Dänemark: Einzelmeisterschaften der Junioren U13 | Dameneinzel  | 1     | Anja Jensen, Amager                                                   |
| 1995/1996 | Dänemark: Einzelmeisterschaften der Junioren U13 | Herrendoppel | 1     | Ulrich Holmgård, Kerte / Dennis Smed Enevoldsen, BC 37 Amager         |
| 1998/1999 | Dänemark: Seniorenmeisterschaften 35+            | Dameneinzel  | 1     | Lise Kissmeyer, Amager                                                |
| 1999/2000 | Dänemark: Seniorenmeisterschaften 60+            | Herrendoppel | 1     | Jørgen Jensen, Amager / Harris Hedeby, KBK                            |
| 2004/2005 | Dänemark: Seniorenmeisterschaften 40+            | Damendoppel  | 1     | Lise Kissmeyer / Annette Bernth, Amager BC                            |
| 2004/2005 | Dänemark: Seniorenmeisterschaften 40+            | Herrendoppel | 1     | Martin Vissing / Jan Sølyst, Amager AB                                |
| 2004/2005 | Dänemark: Seniorenmeisterschaften 40+            | Herreneinzel | 1     | Martin Vissing, Amager BC                                             |
| 2005/2006 | Dänemark: Seniorenmeisterschaften 40+            | Mixed        | 1     | Martin Vissing, Amager BC / Karin Fleischer Steffensen, Roskilde HBK  |